# اوشیانا (خواننده)
اوشیانا مهلمن (زاده ۲۳ ژانویه ۱۹۸۲ در ودل نزدیک هامبورگ آلمان) که بیشتر با نام اوشیانا شناخته می‌شود، خوانندهٔ آلمانی با دو تبار آلمانی و مارتینیکی است. اوشیانا با ترانه «گریه گریه» در سال ۲۰۰۹ در لهستان به شهرت رسید و پس از شرکت در مسابقه تلویزیونی رقصیدن با ستاره‌ها به چهره‌ای شناخته شده در این کشور مبدل شد. ترانه «تابستان بی‌انتها» از او بعنوان آهنگ رسمی جام ملت‌های اروپا ۲۰۱۲ انتخاب شده بود.

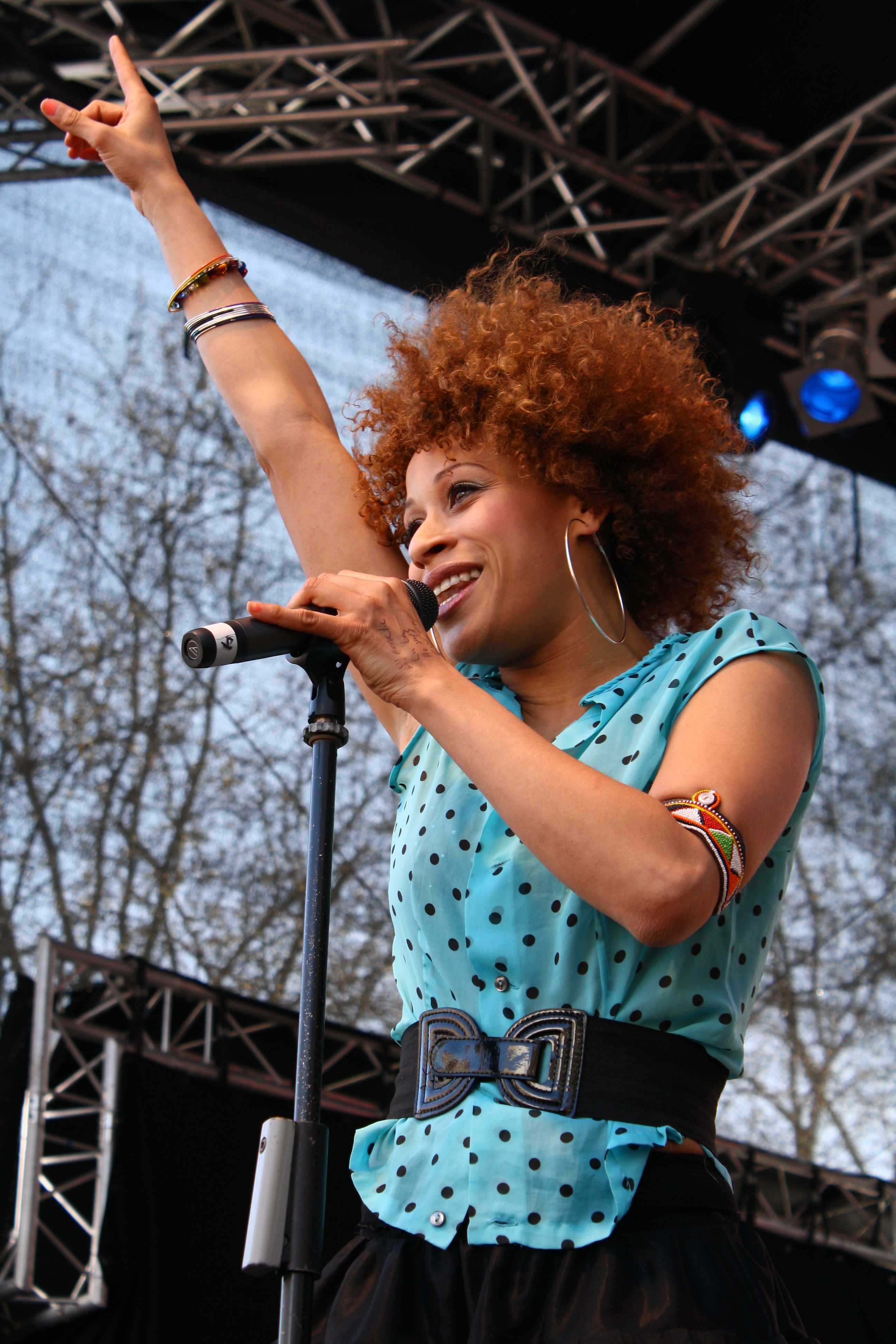
اوشیانا

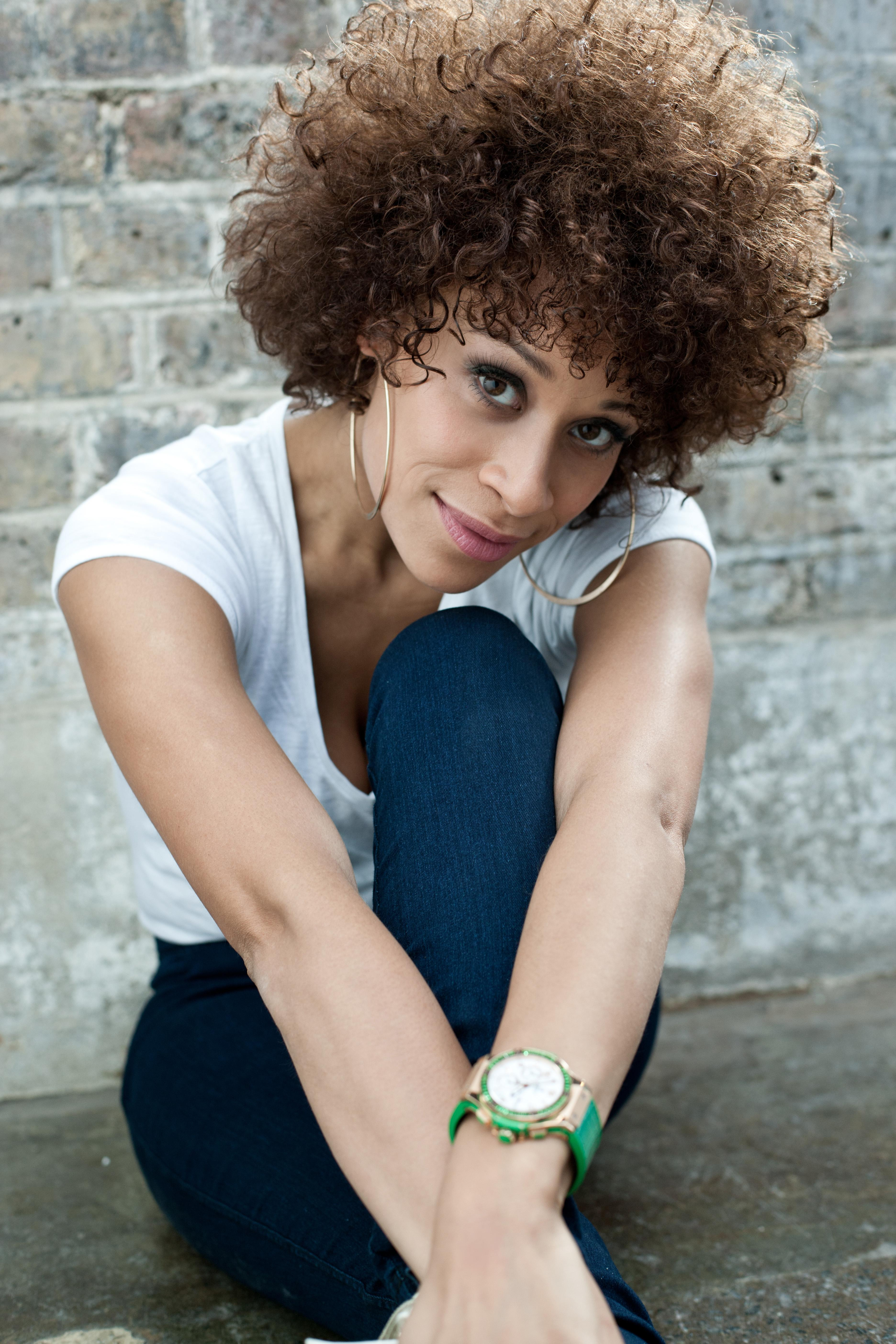
اوشیانا